# Victor Martins
Victor Martins (ur. 16 czerwca 2001 w Quincy-sous-Sénart) – francuski kierowca wyścigowy, startujący w serii Formuły 3 od sezonu 2021. Mistrz Europejskiego Pucharu Formuły Renault 2.0 (2020) oraz Formuły 3 (2022).
Członek Alpine Academy.

## Wyniki

### Formuła 3
| Rok  | Zespół         | Wyniki w poszczególnych eliminacjach | Wyniki w poszczególnych eliminacjach | Wyniki w poszczególnych eliminacjach | Wyniki w poszczególnych eliminacjach | Wyniki w poszczególnych eliminacjach | Wyniki w poszczególnych eliminacjach | Wyniki w poszczególnych eliminacjach | Wyniki w poszczególnych eliminacjach | Wyniki w poszczególnych eliminacjach | Wyniki w poszczególnych eliminacjach | Wyniki w poszczególnych eliminacjach | Wyniki w poszczególnych eliminacjach | Wyniki w poszczególnych eliminacjach | Wyniki w poszczególnych eliminacjach | Wyniki w poszczególnych eliminacjach | Wyniki w poszczególnych eliminacjach | Wyniki w poszczególnych eliminacjach | Wyniki w poszczególnych eliminacjach | Wyniki w poszczególnych eliminacjach | Wyniki w poszczególnych eliminacjach | Wyniki w poszczególnych eliminacjach | Poz. | Pkt. |
| ---- | -------------- | ------------------------------------ | ------------------------------------ | ------------------------------------ | ------------------------------------ | ------------------------------------ | ------------------------------------ | ------------------------------------ | ------------------------------------ | ------------------------------------ | ------------------------------------ | ------------------------------------ | ------------------------------------ | ------------------------------------ | ------------------------------------ | ------------------------------------ | ------------------------------------ | ------------------------------------ | ------------------------------------ | ------------------------------------ | ------------------------------------ | ------------------------------------ | ---- | ---- |
| 2021 | MP Motorsport  | CAT                                  | CAT                                  | CAT                                  | LEC                                  | LEC                                  | LEC                                  | RBR                                  | RBR                                  | RBR                                  | HUN                                  | HUN                                  | HUN                                  | SPA                                  | SPA                                  | SPA                                  | ZAN                                  | ZAN                                  | ZAN                                  | SOC                                  | SOC                                  | SOC                                  | 5    | 131  |
| 2021 | MP Motorsport  | 9                                    | 2                                    | 5                                    | 2                                    | 3                                    | 4                                    | 5                                    | 26                                   | 24                                   | 15                                   | 25                                   | 27                                   | 5                                    | 7                                    | 2                                    | 8                                    | 1                                    | 10                                   | 3                                    | OD                                   | 8                                    | 5    | 131  |
| 2022 | ART Grand Prix | BHR                                  | BHR                                  | IMO                                  | IMO                                  | CAT                                  | CAT                                  | SIL                                  | SIL                                  | RBR                                  | RBR                                  | HUN                                  | HUN                                  | SPA                                  | SPA                                  | ZAN                                  | ZAN                                  | MNZ                                  | MNZ                                  |                                      |                                      |                                      | 1    | 139  |
| 2022 | ART Grand Prix | NU                                   | 1                                    | 2                                    | 9                                    | NU                                   | 1                                    | 2                                    | 7                                    | 8                                    | 2                                    | 6                                    | 10                                   | 21                                   | NU                                   | 7                                    | 2                                    | 10                                   | 4                                    |                                      |                                      |                                      | 1    | 139  |

### Formuła 2
| Rok  | Zespół         | Wyniki w poszczególnych eliminacjach | Wyniki w poszczególnych eliminacjach | Wyniki w poszczególnych eliminacjach | Wyniki w poszczególnych eliminacjach | Wyniki w poszczególnych eliminacjach | Wyniki w poszczególnych eliminacjach | Wyniki w poszczególnych eliminacjach | Wyniki w poszczególnych eliminacjach | Wyniki w poszczególnych eliminacjach | Wyniki w poszczególnych eliminacjach | Wyniki w poszczególnych eliminacjach | Wyniki w poszczególnych eliminacjach | Wyniki w poszczególnych eliminacjach | Wyniki w poszczególnych eliminacjach | Wyniki w poszczególnych eliminacjach | Wyniki w poszczególnych eliminacjach | Wyniki w poszczególnych eliminacjach | Wyniki w poszczególnych eliminacjach | Wyniki w poszczególnych eliminacjach | Wyniki w poszczególnych eliminacjach | Wyniki w poszczególnych eliminacjach | Wyniki w poszczególnych eliminacjach | Wyniki w poszczególnych eliminacjach | Wyniki w poszczególnych eliminacjach | Wyniki w poszczególnych eliminacjach | Wyniki w poszczególnych eliminacjach | Poz. | Pkt. |
| ---- | -------------- | ------------------------------------ | ------------------------------------ | ------------------------------------ | ------------------------------------ | ------------------------------------ | ------------------------------------ | ------------------------------------ | ------------------------------------ | ------------------------------------ | ------------------------------------ | ------------------------------------ | ------------------------------------ | ------------------------------------ | ------------------------------------ | ------------------------------------ | ------------------------------------ | ------------------------------------ | ------------------------------------ | ------------------------------------ | ------------------------------------ | ------------------------------------ | ------------------------------------ | ------------------------------------ | ------------------------------------ | ------------------------------------ | ------------------------------------ | ---- | ---- |
| 2023 | ART Grand Prix | BHR                                  | BHR                                  | JED                                  | JED                                  | MEL                                  | MEL                                  | BAK                                  | BAK                                  | MON                                  | MON                                  | CAT                                  | CAT                                  | RBR                                  | RBR                                  | SIL                                  | SIL                                  | HUN                                  | HUN                                  | SPA                                  | SPA                                  | ZAN                                  | ZAN                                  | MNZ                                  | MNZ                                  | YAS                                  | YAS                                  | 5    | 150  |
| 2023 | ART Grand Prix | 3                                    | NU                                   | 2                                    | NU                                   | 15                                   | 18                                   | 13                                   | DK                                   | 7                                    | 8                                    | 3                                    | 3                                    | 2                                    | 9                                    | 7                                    | 1                                    | 7                                    | 3                                    | 4                                    | 5                                    | 2                                    | 9                                    | 2                                    | NU                                   | 20                                   | 2                                    | 5    | 150  |

### Podsumowanie
| Sezon | Seria                                         | Zespół              | Wyścigi | P1 | PP | NO | Podia | Punkty | Pozycja |
| ----- | --------------------------------------------- | ------------------- | ------- | -- | -- | -- | ----- | ------ | ------- |
| 2016  | Francuska Formuła 4                           | FFSA Academy        | 4       | 0  | 0  | 0  | 2     | 0      | NS●     |
| 2017  | Francuska Formuła 4                           | FFSA Academy        | 21      | 4  | 9  | 10 | 11    | 299    | 2       |
| 2018  | Europejski Puchar Formuły Renault 2.0         | R-Ace GP            | 20      | 2  | 2  | 1  | 6     | 186    | 5       |
| 2018  | Północnoeuropejski Puchar Formuły Renault 2.0 | R-Ace GP            | 12      | 1  | 1  | 3  | 2     | 83     | 6       |
| 2019  | Europejski Puchar Formuły Renault 2.0         | MP Motorsport       | 19      | 6  | 9  | 5  | 14    | 312,5  | 2       |
| 2019  | Zimowa Azjatycka Formuła 3                    | Pinnacle Motorsport | 0       | 0  | 0  | 0  | 2     | 0      | NS●     |
| 2020  | Europejski Puchar Formuły Renault 2.0         | ART Grand Prix      | 20      | 7  | 10 | 8  | 14    | 348    | 1       |
| 2021  | Formuła 3                                     | MP Motorsport       | 20      | 1  | 0  | 4  | 6     | 131    | 5       |
| 2022  | Formuła 3                                     | ART Grand Prix      | 18      | 2  | 0  | 1  | 6     | 139    | 1       |
| 2023  | Formuła 2                                     | ART Grand Prix      | 26      | 1  | 3  | 6  | 10    | 150    | 5       |

● – Martins startował gościnnie przez co nie był zaliczany do klasyfikacji